# Доляк Наталія Юріївна
Наталія Юріївна Доляк (нар. 4 листопада 1967, Вінниця, УРСР) — українська письменниця, драматург, журналіст, акторка, член Національної спілки письменників України (2018).

## Біографія
Народилася у Вінниці. Закінчила акторський факультет Харківського університету мистецтв імені Івана Котляревського (2003). У 1990-92 роках була біженкою у Швеції і Фінляндії.
Працювала у Вінницькому обласному театрі ляльок, згодом — у регіональній тележурналістиці.
Має двох дітей, сина і доньку. Живе у рідному місті.

## Творчість
Авторка декількох різножанрових романів, п'єс, кіносценаріїв, у тому числі на історичну тематику, гостросоціальні теми, пов'язані з долею пострадянських біженців у Європі.
Низка оповідань друкувалась у періодиці та колективних збірниках; п'єси — у журналах «Дніпро», «Київська Русь», «Нова проза» та ін.

## Твори
- «Гастарбайтерки»: роман (2012);
- «Заплакана Європа»: роман (2013);[3]
- «Чорна Дошка»: роман (2014););[4]
- «Загублений між війнами»: роман (2015);
  - «Загублений між війнами»: роман (аудіоверсія UA:Українське радіо, 2015)[5]
- «Шикарне життя у Вупперталі»: детектив (2017);
- «Гастарбайтерські сезони»: п'єса;
- «Квиток в один кінець»: п'єса;
- «Біженка»: кіносценарій;
- Колективна збірка оповідань та новел «Калейдоскоп життя» із серії «П'ять зірок» (редакція Міли Іванцової), «Видавнича група КМ-БУКС» (2016 р.);
- Колективна збірка оповідань «Поруч з тобою», Книжковий Клуб «Клуб Сімейного Дозвілля» (2018);
- "На «Сьомому небі»: детектив (2020).

## Визнання
Лауреат конкурсів «Коронація слова» у 2011 (за п'єсу «Гастарбайтерські сезони» в номінації «П'єси») і 2012 (друга премія за кіносценарій «Біженка» і два диплома за романи «Гастарбайтерки» і «Реф'юджі») роках. Має спеціальну відзнаку «Вибір видавця» конкурсу «Коронація слова 2014» за роман «Чорна дошка».
- Всеукраїнська літературна премія імені Василя Симоненка (2016) за роман «Загублений між війнами»;[6]
- Всеукраїнська літературна премія імені Михайла Коцюбинського (2017) за роман «Загублений між війнами».[7]
- Друга премія у прозовій номінації у Всеукраїнському конкурсі «Українська революція 1917—1921 років» (2018) за роман «Загублений між війнами».[8]
- Диплом Міжнародного літературного конкурсу «Коронація слова» в номінації «Романи» за детектив «На сьомому небі» (2020).